# Institut supérieur des matériaux du Mans

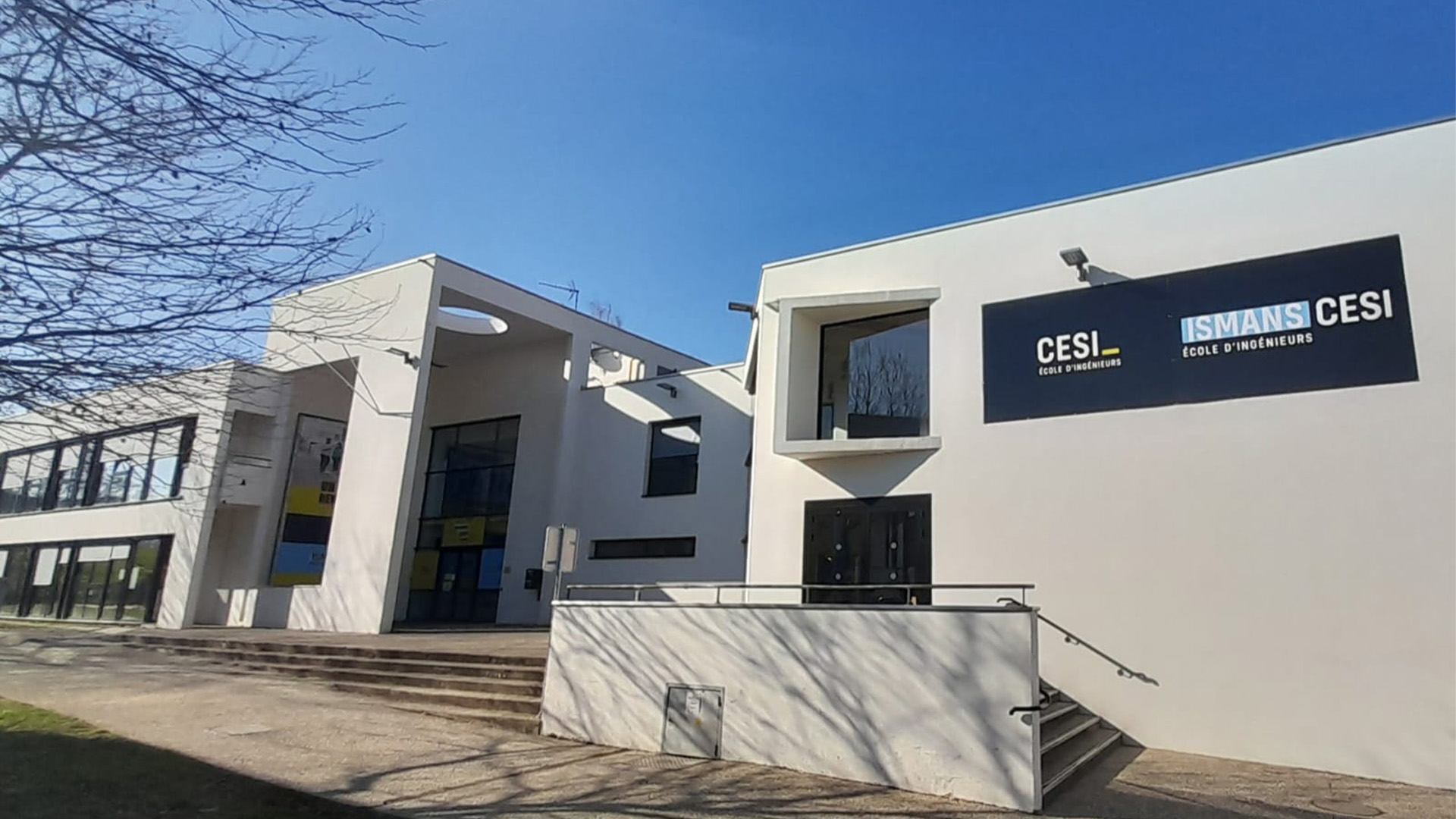
Bâtiment de l'école d'ingénieurs du Mans, ISMANS CESI

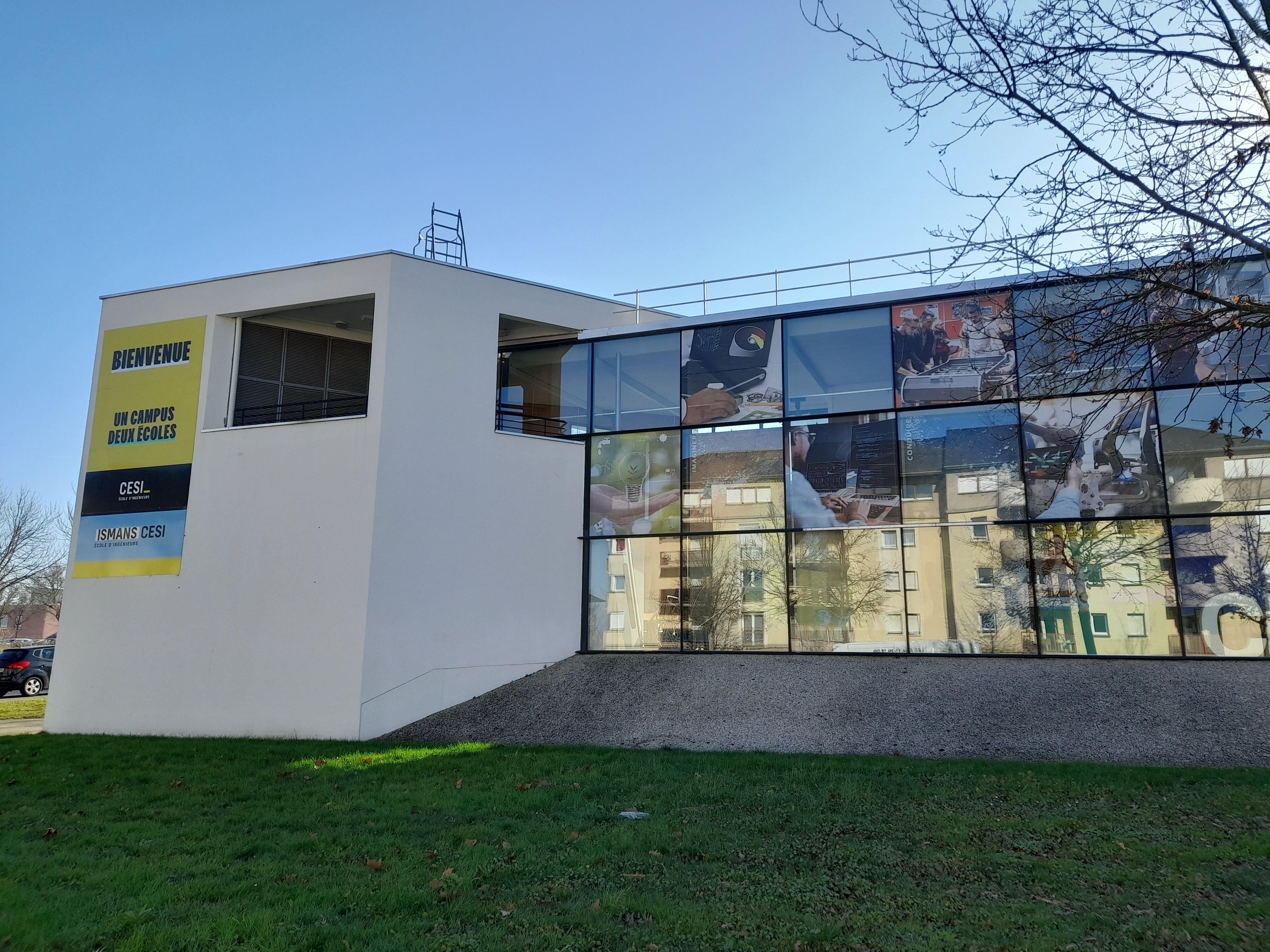
Bâtiment de l'école d'ingénieurs ISMANS CESI

L'institut supérieur des matériaux du Mans (ISMANS CESI, École d'Ingénieurs, basée au Mans) est l'une des 204 écoles d'ingénieurs françaises accréditées au 1er septembre 2020 à délivrer un diplôme d'ingénieur. Depuis 2016, elle est membre du groupe CESI .

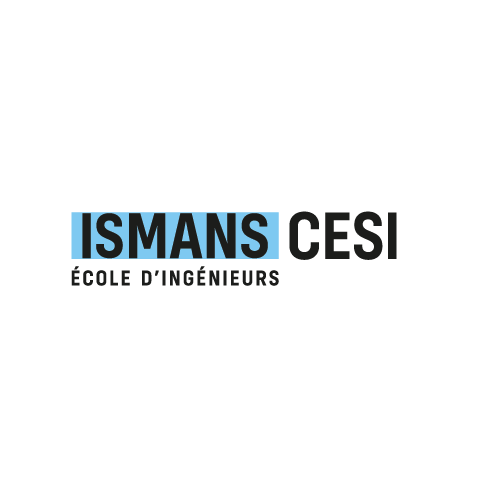
ISMANS CESI École d'ingénieurs logo 2022

## Historique
Créé en 1987 à l’initiative de la Chambre de Commerce et d’Industrie de la Sarthe, l’institut supérieur des matériaux du Mans se situe sur le campus de l’université du Maine depuis 1995.
L'école est habilitée depuis 1992 par la commission des titres d'ingénieur (CTI) à délivrer le diplôme d’ingénieur . Elle est également membre de la conférence des grandes écoles (CGE) depuis 2005.
En 2016, elle intègre le groupe CESI et prend le nom de « ISMANS Groupe CESI » .
L’institut a noué plusieurs partenariats industriels et universitaires internationaux[réf. souhaitée].

## Formation
ISMANS CESI propose une formation de Post-Bac à Bac+5 composé d'un cycle préparatoire (Bac à Bac +2) et d'un cursus ingénieur (Bac+2 à Bac +5) dans le domaine du transport (sport mécanique, automobile, aéronautique, spatial, ferroviaire).
L'école d'Ingénieurs du Mans propose 3 parcours : 
- Modélisation, calcul et optimisation
- Matière et énergie
- Excellence opérationnelle

La direction a développé le format de l'alternance en proposant un 4ᵉ parcours : performance industrielle.

## Recherche
Le Laboratoire de recherche d'ISMANS CESI « Viabilité des Structures Mécaniques en Environnements Contraints » développe des projets de recherche en collaboration avec les industriels.